# Dvalinia fascipennis
Dvalinia fascipennis is een vliesvleugelig insect uit de familie Pteromalidae. De wetenschappelijke naam is voor het eerst geldig gepubliceerd in 1986 door De Santis & Gallego de Sureda.